# 儒利奥·普列斯特斯
儒利奥·普列斯特斯·德·阿布奎基（葡萄牙語：Júlio Prestes de Albuquerque，葡萄牙語發音：[ˈʒulju ˈpɾɛstʃiz dʒi awbuˈkɛʁki]，1882年3月15日—1946年2月9日） ，巴西政治家，1927年至1930年間擔任聖保羅州主席，與第14任總統華盛頓·路易斯是朋友關係。
他在1930年3月1日當選總統，並預定於11月15日上任。但同年10月24日海、陸軍發動軍事政變，華盛頓·路易斯被推翻，他自己亦被迫辭任聖保羅州主席。因軍方不承認他候任總統的身份，所以他最終未能繼任成為總統。

## 外部連結
- （葡萄牙文）巴西歷任總統資料：儒利奥·普列斯特斯，巴西政府

| 前任： 卡洛斯·德·坎波斯 | 聖保羅州主席 1927年－1929年 | 繼任： Pedro Manuel de Toledo |